# Josef Naudascher

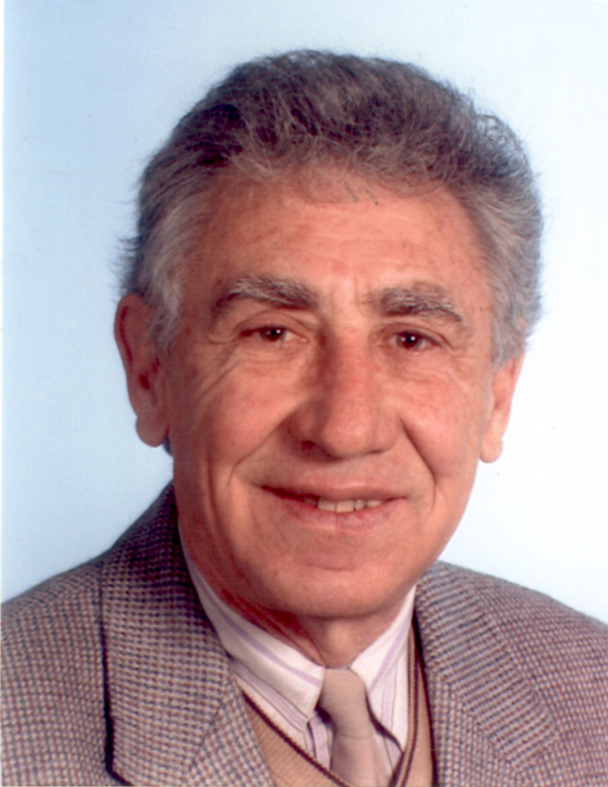
Josef Naudascher, 2000

Josef Naudascher (* 14. Mai 1930 in Mahlberg; † 5. August 2014) war ein deutscher Historiker und Heimatforscher. Er lieferte wesentliche Beiträge zur historischen und archäologischen Entwicklung in der Ortenau und war Ehrenbürger der Stadt Mahlberg. Naudascher war Mitbegründer des Oberrheinischen Tabakmuseums Mahlberg und lange Jahre dessen ehrenamtlicher Leiter. Unter seinen zahlreichen Entdeckungen befanden sich unter anderem das Keltengrab Kappel, die Römersiedlung Friesenheim und der römische Gutshof in Niederschopfheim. Als ehrenamtlicher Beauftragter des Landesdenkmalamtes Baden-Württemberg dokumentierte er viele Funde aus der Ortenau. Im Jahr 2014 verstarb Naudascher.

## Leben
Josef Naudascher absolvierte eine Lehre zum Feinwerkzeugmechaniker und schlug danach eine Laufbahn im Beamtendienst des Fernmeldeamtes ein.
Seit 1974 verfasst er zur Ur- und Frühgeschichte der Ortenau Literatur, u. a. in Die Ortenau (Veröffentlichungen des Historischen Vereins für Mittelbaden), im Geschichtsbuch Zwischen Rhein und Schwarzwald, Daheim im Ortenaukreis und veröffentlichte in der Tagespresse zahlreiche Artikel.
Von 1970 bis 1973 war er Vorsitzender der Mitgliedergruppe Ettenheim des Historischen Vereins für Mittelbaden. Von 1972 bis 1997 leitete er den archäologischen Arbeitskreis im Historischen Verein. 1986 wurde er zum Ehrenmitglied ernannt.
Von 1981 bis 1990 leitete er den Förderkreis für das Oberrheinische Tabakmuseum Mahlberg. Ab 1992 leitete er das Museum ehrenamtlich, diese Tätigkeit übte er mit einer kurzen Unterbrechung bis 2012 aus.

## Ehrungen
- 1984 Verleihung des Verdienstkreuzes am Bande der Bundesrepublik Deutschland, für Verdienste in der Ur- und Frühgeschichte der Ortenau, besonders der Römerzeit
- 1986 wurde er Ehrenmitglied des Historischen Vereins für Mittelbaden, in Würdigung der „großen Verdienste um die Geschichte der Ortenau“
- 2001 erhielt er den Ortenauer Heimatpreis
- 2003 wurden ihm die Ehrenbürgerrechte der Stadt Mahlberg verliehen
- 2017 wurde der Museumsvorplatz in der Stadt Mahlberg nach ihm benannt.[3]